# Giuseppe Vitali

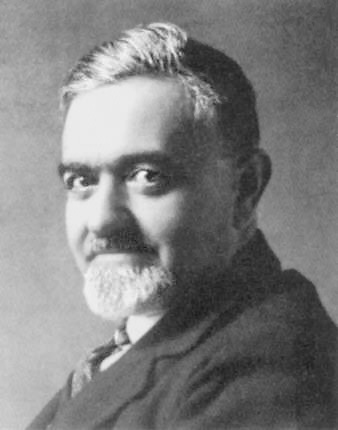
Giuseppe Vitali

Giuseppe Vitali (Ravenna, 26 augustus 1875 - Bologna, 29 februari 1932) was een Italiaans wiskundige, die actief was in verschillende deelgebieden van de wiskundige analyse.

## Wiskundige bijdragen
Vitali gaf een voorbeeld van een niet-meetbare deelverzameling van de reële getallen, zie Vitali-verzameling. Zijn Vitali-dekkingsstelling is een fundamenteel resultaat uit de maattheorie. Hij bewees ook verschillende stellingen met betrekking tot de convergentie van rijen van meetbare- en holomorfe functies. De Vitali-convergentiestelling veralgemeent Lebesgue's gedomineerde convergentiestelling. Een andere stelling die zijn naam draagt geeft een voldoende voorwaarde voor de uniforme convergentie van een reeks van holomorfe  functies over een open domein {\displaystyle D\subset \mathbb {C} } op een holomorfe functie op {\displaystyle D}. Dit resultaat is veralgemeent naar normale families van meromorfe functies, functies in meerdere complexe variabelen.